# (4202) Minitti
(4202) Minitti – planetoida z pasa głównego asteroid okrążająca Słońce w ciągu 5 lat i 91 dni w średniej odległości 3,02 j.a. Została odkryta 12 lutego 1985 roku w Europejskim Obserwatorium Południowym przez Henriego Debehogne. Nazwa planetoidy pochodzi od Michelle Minitti (ur. 1973), zajmującą się na Arizona State University mineralogicznymi badaniami Marsa. Nazwę zasugerował T. H. Burbine. Przed nadaniem nazwy planetoida nosiła oznaczenie tymczasowe (4202) 1985 CB2.